# Дуги Уайт
Дуги Уайт (на английски: Doogie White) е шотландски рок певец.

## Биография
Роден е на 7 март 1960 г. в град Мъдъруел, Шотландия. Започва кариерата си като рок певец през периода 1984 – 1988 г., като формира групата „Ла Пас“. През 1994 г. е член на групата „Миднайт Блу“. През 1994 – 1997 г. е член на английската група „Rainbow“, с която записва албума Stranger in Us All. През периода 2000 – 2007 г. записва 5 албума с групата „Корнърстоун“. През 2007 г. записва един албум с групата „Емпайър“. През периода 2001 – 2008 г. е вокалист на групата „Райзинг Форс“ на Ингви Малмстийн. Други групи, с които е пял са „Прейинг Мантис“, „Сак Трик“, „Танк“, „Джъст фор Фън“ и аржентинската „Рата Бланка“. През 2009 г. участва като соло вокалист в световното турне на Джон Лорд.

## Дуги Уайт в България
- Първото гостуване на Уайт в България е на 4 април 2008 г. Изнася концерт с българската рокгрупа BG Rock в зала „Христо Ботев“ в Студентски град, София.
- Второто гостуване на Уайт е на 1 септември 2009 г. в Пловдив като вокалист на концерта на Джон Лорд. На сцената на античния театър пее вокалите на популярни хитове на „Дийп Пърпъл“ заедно с полската вокалистка Катажина Ласка.
- Третото гостуване на Дуги Уайт е на 13 юли 2012 г. в гр. Каварна, градския стадион, в първата вечер от концертите на Kavarna Rock '2012 като вокалист на групата на Майкъл Шенкер.
- Четвъртото гостуване на Дуги Уайт е отново в гр. Каварна на 6 май 2013 г. като вокалист на Майкъл Шенкер груп на площада в града.
- На 13 май 2016 г. е изявата му в Сопот на Празника на града заедно с други музиканти, сред които Николо Коцев.
- На 5 юни 2017 г. Дуги Уайт гостува в Ямбол заедно с друг бивш член на Рейнбоу – вокалиста Греъм Бонит.

## Дискография
- Миднайт Блу Take The Money And Run (1994)
- Rainbow Stranger in Us All (1995)
- Чейн Eros Of Love And Destruction (1997)
- Корнърстоун Arrival (2000)
- Ингви Малмстийн Attack!! (2002)
- Корнърстоун Human Stain (2002)
- Корнърстоун Once Upon Our Yesterdays (2003)
- Гери Хюз Once and Future King Part II (2003)
- Такайоши Охмура Nowhere To Go (2004)
- Liesegang / White Visual Surveillance of Extremities (2005)
- Ингви Малмстийн Unleash The Fury (2005)
- Корнърстоун In Concert (2 CDs) (2005)
- Корнърстоун Two Tales Of One Tomorrow (2007)
- Такайоши Охмура Emotions in Motion (2007)
- Емпайър Chasing Shadows (2007)

## DVD
- White Noise: In The Hall Of The Mountain King (2004)
- M 3: Rough an’ ready (2005)
- Rainbow: The ultimate review (3 DVD-та) (2005)
- Guitar Gods – Ritchie Blackmore (DVD) (2008)